# Ferme familiale
Une ferme familiale est une exploitation agricole gérée par une même famille, souvent depuis plusieurs générations. Les membres de la famille travaillent ensemble, se répartissant l'ensemble des taches. Ce type d'exploitation fut assez commun en Europe jusqu'aux années 1970, moment à partir duquel le rachat de vastes exploitations par des propriétaires terriens ont fait disparaître (partiellement) les petites fermes.
On retrouve tout de même encore ce type de structure dans de nombreux pays.